# Baraguá, Cuba
Baraguá là một đô thị ở tỉnh Ciego de Ávila của Cuba. Trung tâm hành chính nằm ở Gaspar.
Đô thị này nằm ở vùng đông nam tỉnh này.

## Dân số
Năm 2004, đô thị Baraguá có dân số 32.408. Với diện tích 728 km² (281,1 mi²), với mật độ dân số 44,5người/km² (115,3người/sq mi).